# Municipio de Elmer (condado de St. Louis)
El municipio de Elmer (en inglés: Elmer Township) es un municipio ubicado en el condado de St. Louis en el estado estadounidense de Minnesota. En el año 2010 tenía una población de 151 habitantes y una densidad poblacional de 1,43 personas por km².

## Geografía
El municipio de Elmer se encuentra ubicado en las coordenadas 47°2′47″N 92°53′5″O / 47.04639, -92.88472. Según la Oficina del Censo de los Estados Unidos, el municipio tiene una superficie total de 105.42 km², de la cual 105,26 km² corresponden a tierra firme y (0,15 %) 0,16 km² es agua.

## Demografía
Según el censo de 2010, había 151 personas residiendo en el municipio de Elmer. La densidad de población era de 1,43 hab./km². De los 151 habitantes, el municipio de Elmer estaba compuesto por el 95,36 % blancos, el 1,32 % eran afroamericanos, el 0,66 % eran amerindios y el 2,65 % eran de una mezcla de razas. Del total de la población el 0 % eran hispanos o latinos de cualquier raza.